# Bangor University
Bangor University (wal. Prifysgol Bangor) – brytyjska uczelnia publiczna zlokalizowana w mieście Bangor (hrabstwo Gwynedd). Została założona w 1884 roku pod nazwą University College of North Wales.